# Statius Fabricius
Statius Fabricius (* 1591 in Diepenau; † 27. Mai 1651) war Professor der Theologie an der Universität Helmstedt und Abt im Kloster Amelungsborn.
Er besuchte Schulen in Peine, Minden und Celle. 1612 trat er ein Studium an der Universität Helmstedt an. Danach war er mehrere Jahre auf Reisen, wobei er drei Jahre dem Lüneburger Patriziergeschlecht von Dassel als Hofmeister diente. 1619 wurde er Hofprediger in Delmenhorst. Die Universität Rinteln verlieh ihm 1621 den Doktortitel. 1631 wurde er Generalsuperintendent der Grafschaft Delmenhorst. Schließlich wurde er Theologieprofessor an der Universität Helmstedt. Nach dem Dreißigjährigen Krieg wurde er Abt in Amelungsborn. Zuletzt nahm er auch noch eine Stelle als Generalinspektor in Halberstadt an.
Wilhelm Raabe bezeichnete ihn als letzten Abt von Amelungsborn, obwohl er keine Wirkung entfalten konnte.